# 希拉丽·奈特
希拉丽·奈特（英語：Hilary Knight，1989年7月12日—），美国女子冰球运动员。她曾代表美国参加2010年、2014年、2018年和2022年冬季奥林匹克运动会冰球比赛，获得一枚金牌和三枚银牌。